# Gongola (fiume)
Il Gongola è un fiume africano che scorre attraverso la Nigeria nordorientale, principale affluente del Benue. Il corso superiore del fiume, così come la maggior parte dei suoi affluenti, sono corsi d'acqua stagionali, ma si riempiono rapidamente in agosto e settembre.
Nasce sui pendii orientali dell'altopiano di Jos e scorre verso nord-est fino a Nafada. Un tempo, continuava da qui in direzione nord-est fino al lago Ciad. Oggi gira a sud e poi a sud-est fino a unirsi al fiume Hawal, il suo principale affluente. Scorre quindi verso sud fino al fiume Benue, unendosi ad esso di fronte alla città di Numan.
Il corso inferiore del fiume è sbarrato dalla diga di Dadin Kowa vicino a Gombe, e più in basso dalla diga di Kiri. Dopo la costruzione della diga di Kiri, i picchi di piena a valle sono scesi da 1420 a 1256 metri cubi al secondo, mentre i flussi nelle stagioni più secche sono aumentati da 5,7 a 21 metri cubi al secondo. Il fiume a valle della diga si è inoltre ristretto ed è diventato meno tortuoso, con meno canali separati.
Le pianure del Gongola sono ricoperte da un fertile terreno alluvionale, e vi si coltivano cotone, arachidi, sorgo, miglio, fagioli, manioca, cipolle, mais e riso. Il bacino è anche utilizzato come pascolo per bovini, capre, pecore, cavalli e asini.